# میوی گربه (فیلم)
میوی گربه (به انگلیسی: The Cat's Meow) فیلمی محصول سال ۲۰۰۱ و به کارگردانی پیتر باگدانوویچ است. در این فیلم بازیگرانی همچون کیرستن دانست، ادوارد هرمان، ادی ایزارد، کری الویس، جوانا لاملی، جنیفر تیلی، جیمز لورنسن، رونان ویبرت، کلاودی بلکلی ایفای نقش کرده‌اند.

## بازیگران
- کیرستن دانست در نقش ماریون دیویس
- ادوارد هرمان در نقش ویلیام راندولف هرست
- ادی ایزارد در نقش چارلی چاپلین
- کری الویس در نقش توماس اچ. اینس
- جوانا لاملی در نقش الینور گلین
- جنیفر تیلی در نقش لوئلا پارسونز
- کلودیا هریسون در نقش مارگارت لیوینگستون
- جیمز لورنسن در نقش دکتر دانیل گودمن
- رونان ویبرت در نقش جوزف ویلکامب
- جان سی. ونما در نقش فرانک بارهام
- اینگرید لیسی در نقش جسیکا بارهام
- ویکتور اسلزاک در نقش جرج توماس
- کیارا شوراس در نقش سلیا
- کلاودی بلکلی در نقش دیدی
- استیون پروس در نقش راننده الینور